# Eligmodontia moreni
Eligmodontia moreni é uma espécie de roedor da família Cricetidae.
Apenas pode ser encontrada na Argentina.